# Ковачич, Игор
И́гор Кова́чич (серб. Игор Ковачић / Igor Kovačić; 27 октября 1979) — сербский югославский гребец-байдарочник, выступал за сборные Югославии, Сербии и Черногории в конце 1990-х — начале 2000-х годов. Серебряный призёр молодёжного чемпионата Европы, участник летних Олимпийских игр в Сиднее, многократный победитель и призёр регат национального значения.

## Биография
Игор Ковачич родился 27 октября 1979 года в Югославии.
Первого серьёзного успеха на взрослом международном уровне добился в возрасте двадцати лет в сезоне 2000 года, когда попал в основной состав сербско-черногорской национальной сборной и благодаря череде удачных выступлений удостоился права защищать честь страны на летних Олимпийских играх в Сиднее. Стартовал здесь в зачёте четырёхместных байдарок на дистанции 1000 метров совместно с партнёрами по команде Драганом Зоричем, Сашей Вуяничем и Йожефом Шоти — они с шестого места квалифицировались на предварительном этапе, затем на стадии полуфиналов показали третий результат и пробились тем самым в финал. В решающем финальном заезде, тем не менее, пришли к финишу последними девятыми, отстав от победившего экипажа из Венгрии более чем на семь секунд.
После сиднейской Олимпиады Ковачич ещё в течение некоторого времени оставался в основном составе югославской национальной сборной и продолжал принимать участие в крупнейших международных регатах. Так, в 2002 году он побывал на молодёжном чемпионате Европы в хорватском Загребе, откуда привёз награду серебряного достоинства, выигранную в программе байдарок-двоек на тысяче метрах.